# Słoń (herb szlachecki)

Herb Słoń II

Herb Słoń (b)

Słoń – polski herb szlachecki z nobilitacji.

## Opis herbu
Herb znany był w kilku wariantach. Opis zgodnie z klasycznymi regułami blazonowania:
Słoń: W polu błękitnym, na trzech pagórkach zielonych, słoń srebrny. Klejnot: nad hełmem, w koronie trzy pióra strusie. Labry: błękitne, podbite srebrem.

Opis według Ostrowskiego: 

W polu błękitnem na trzech pagórkach zielonych – słoń czarny albo srebrny. Nad hełmem w koronie – trzy pióra strusie. Labry błękitne podbite srebrem.

Słoń II: W polu czerwonym słoń srebrny z takąż wieżą blankowaną na grzebiecie. W klejnocie, między dwiema trąbami słoniowymi, wieża jak w godle. Labry czerwone, podbite srebrem.

Opis według oryginalnego nadania: 

Stemma elephantem nempe turrium dorso sustinentem, cum galea et corona equestri in campo rubeo deportandum, desuper vero e corona duas proboscides elephantinas in utraque partem prominentes in medio antem earum turrim similem priori.

Słoń (b): W polu błękitnym słoń rozganiający trąbą owce. Klejnot nieznany, labry powinny być błękitne, podbite srebrem.

Opis według Niesieckiego: 

Słoń, trąbą swoją, z drogi owieczki rozpędzający.

## Wzmianki heraldyczne
Herb Słoń II został nadany w 1654 Janowi Warteresowiczowi (Warteryszowiczowi) alias Słoniowskiemu, kupcowi, z pochodzenia Ormianinowi. Dokument nobilitacyjny wydany 30 czerwca 1654. Nobilitowany, mimo przyjęcia do stanu szlacheckiego, uzyskał 26 sierpnia 1658 zezwolenie na prowadzenie handlu z krajami tureckimi. Ostrowski pisze, że od Warteresowicza wywodzą się Słoniowscy (Słoniewscy). W roku 1659 nobilitowany za zasługi, na instancję wojska zaporoskiego, został także Krzysztof Wartyriszewicz (Warteresowicz) Słoniewski, mieszczanin zamojski. Dokument nobilitacyjny został wystawiony 6 sierpnia 1661. W aktach zachowała się wzmianka, że Krzysztof podszył się pod Jana. Okolski, Niesiecki i Ostrowski znają tylko nobilitację Jana i przypisują mu herb z błękitnym polem, czyli Słoń. Niesiecki wspomina, że widział podobny herb na nagrobku Jana Paprockiego pisarza żupy toruńskiej w kościele dominikanów w Toruniu, ale tam słoń miał rozganiać owce trąbą. Rekonstrukcję graficzną tego herbu zamieścił dopiero Teodor Chrząński, pod nazwą Słoń (b). Rozróżnienia herbów Słoń i Słoń II dokonał dopiero Tadeusz Gajl, ale nie zamieścił herbu Słoń (b).
Ponieważ Ostrowski i jego poprzednicy nie znali dokumentu nobilitacyjnego Jana, nie wiemy czy herb Słoń z błękitnym polem został nadany w takiej formie Krzysztofowi jako osobny herb, czy też Krzysztof otrzymał herb Jana, ale przekaz o jego barwach, klejnocie i wieży na grzebiecie słonia, został zniekształcony.

## Herbowni
Słoń, Słoń II: Warteresowicz (Warteryszowicz, Wartyriszewicz), Słoniewski (Słoniowski).
Słoń (b): Paprocki.
Niesiecki wymienia tego herbu rodzinę Sierawskich, ale Ostrowski przypisuje im herb własny Sierawski, będący odmianą herbu Słoń, w innych barwach.